# Leptacis alpina
Leptacis alpina (лат.) — вид платигастроидных наездников из семейства Platygastridae. Океания: Новая Зеландия.

## Описание
Мелкие перепончатокрылые насекомые (длина около 1 мм). От близких видов отличается следующими признаками: гиперокципитальный киль отсутствует, лоб с отчетливо поперечной скульптурой; у самки A4 всего в 1,5 раза длиннее A3, сегмент A9 в 1,33 раза больше своей длины; щитик с очень коротким зубцом; краевые щетинки переднего крыла 0,12 ширины крыла; брюшко самки немного короче остального тела. Основная окраска буровато-чёрная: сегмент A1, мандибулы, тегулы и T1 средне-коричневые, A2 темно-коричневый, жгутик черноватый; ноги, включая тазики, светло-коричневые; средняя часть передних голеней утолщена, часть средних и задних бёдер и голеней, а последний сегмент всех лапок более темно-коричневый. Усики 10-члениковые. Вид был впервые описан в 2011 году датским энтомологом Петером Булем (Peter Neerup Buhl, Дания) по материалам из Новой Зеландии.